# 卡里布安村
卡里布安村（布農語：Kalibuan），是臺灣南投縣信義鄉的一個村，位於該鄉西部阿里不動溪流域，東依豐丘村，西接嘉義縣阿里山鄉，南鄰神木村、同富村與東埔村，北與望美村接壤。該村於2022年7月1日自望美村拆分而成立。村內有望鄉等聚落。
「卡里布安」是布農族語中「月亮」的意思。

## 交通動線
- 臺21線（望鄉橋）

## 設施與景點

### 望鄉
由日治時期的カトグラン社、ボクラウ社、ランダイ社（巒大）與ピシテボアン社等四部落所組成。

## 自然景觀

### 河川
- 陳有蘭溪
  - 阿里不動溪（千歲吊橋）